# Horoušany (Hostouň)
Horoušany (německy Horouschen) jsou malá vesnice, část města Hostouň v okrese Domažlice v Plzeňském kraji. Nachází se 1,5 kilometru jihovýchodně od Hostouně. Horoušany leží v katastrálním území Horoušany u Hostouně o rozloze 1,33 km².

## Historie
První písemná zmínka o vesnici pochází z roku 1379.

## Obyvatelstvo
| Rok            | 1869 | 1880 | 1890 | 1900 | 1910 | 1921 | 1930 | 1950 | 1961 | 1970 | 1980 | 1991 | 2001 | 2011 | 2021 |
| -------------- | ---- | ---- | ---- | ---- | ---- | ---- | ---- | ---- | ---- | ---- | ---- | ---- | ---- | ---- | ---- |
| Počet obyvatel | 119  | 118  | 130  | 112  | 99   | 114  | 106  | 39   | 44   | 20   | 8    | 14   | 14   | 15   | 12   |
| Počet domů     | 20   | 22   | 23   | 22   | 22   | 22   | 23   | 11   | 11   | 6    | 3    | 7    | 7    | 8    | 6    |

## Obecní správa
Při sčítání lidu v letech 1850–1959 Horoušany byly osadou obce Slatina v okrese Horšovský Týn (v letech 1850–1910 Horšův Týn). Od roku 1960 jsou částí města Hostouň v okrese Domažlice.

## Další fotografie

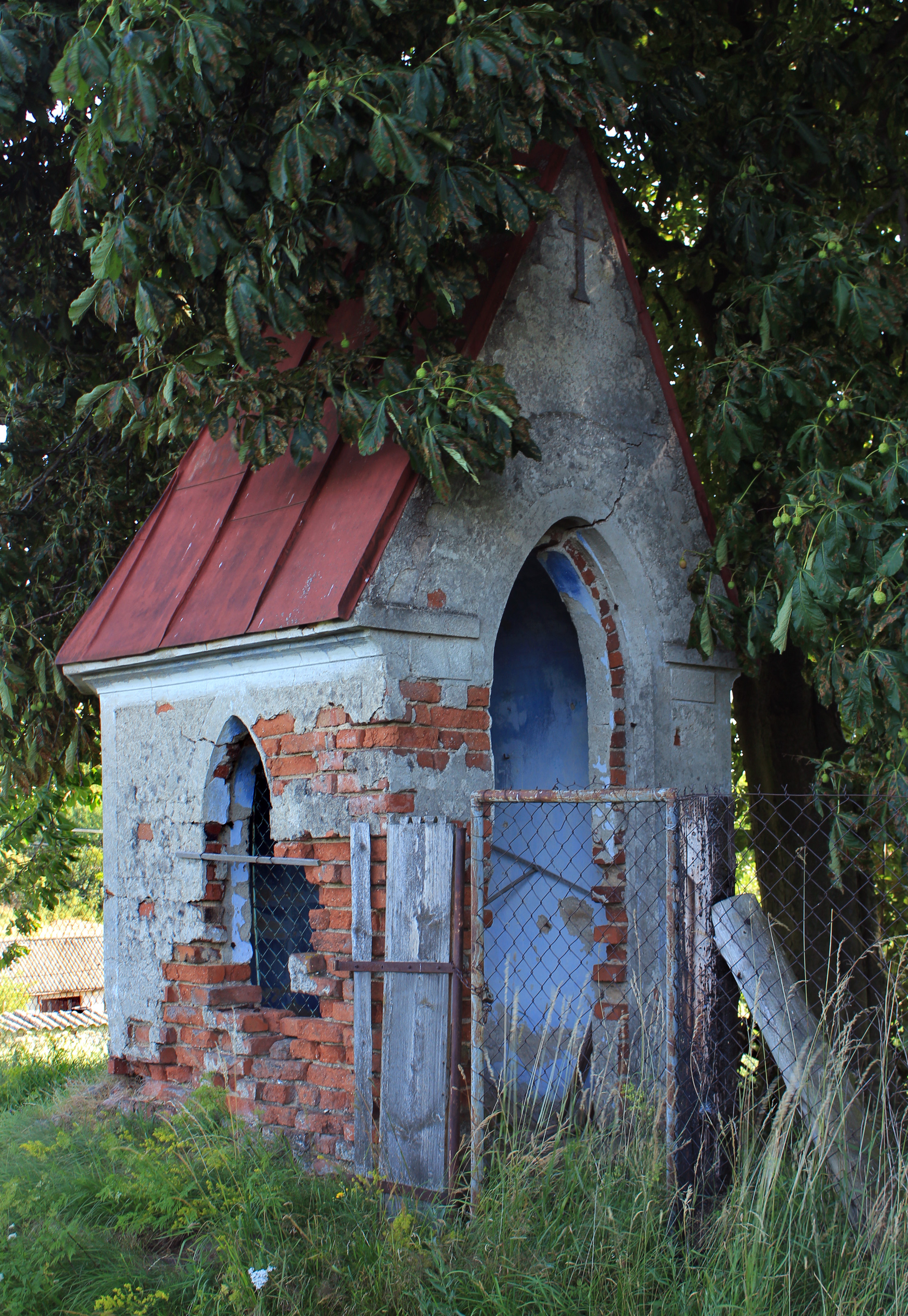
Zchátralá kaplička
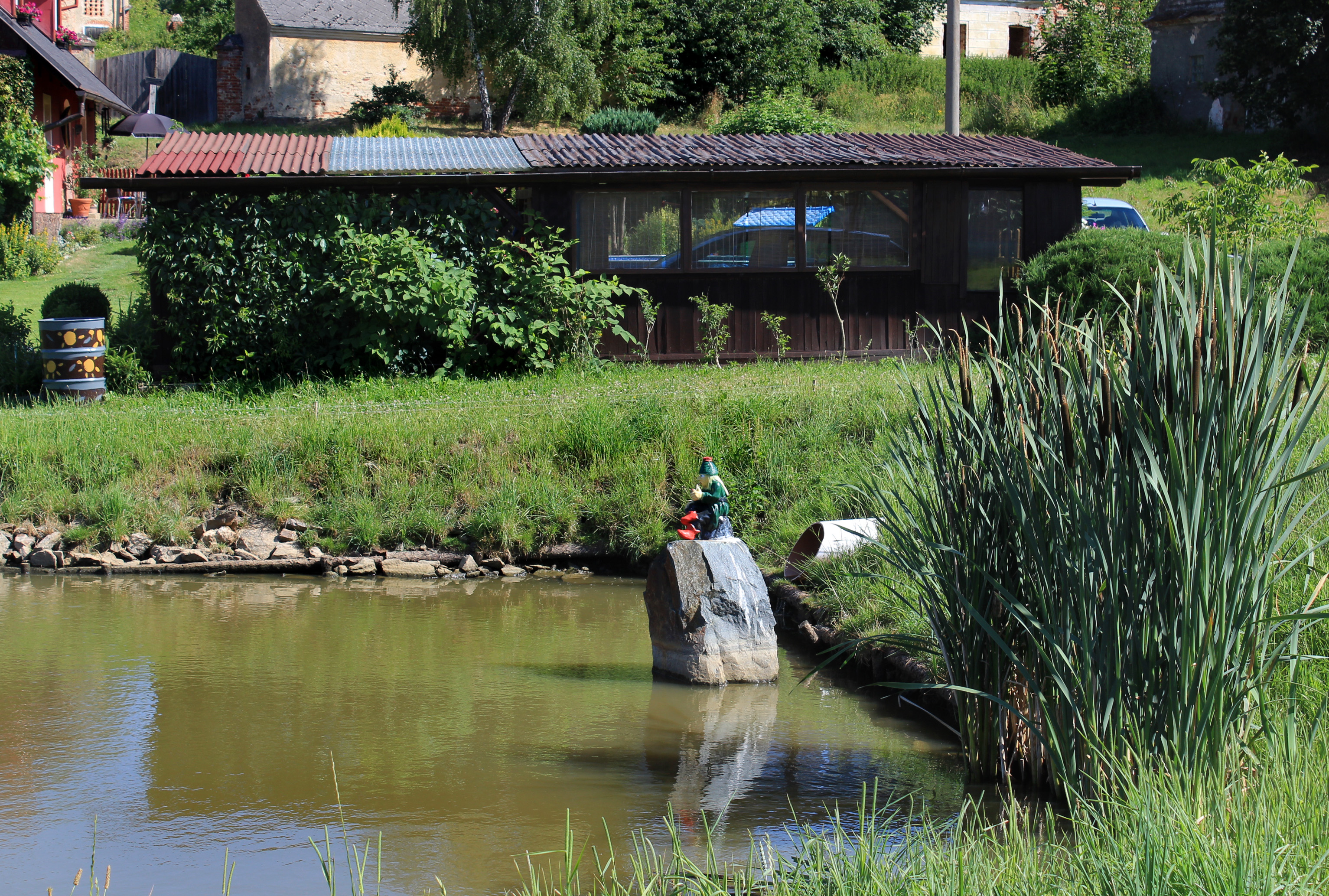
Rybník s vodníkem
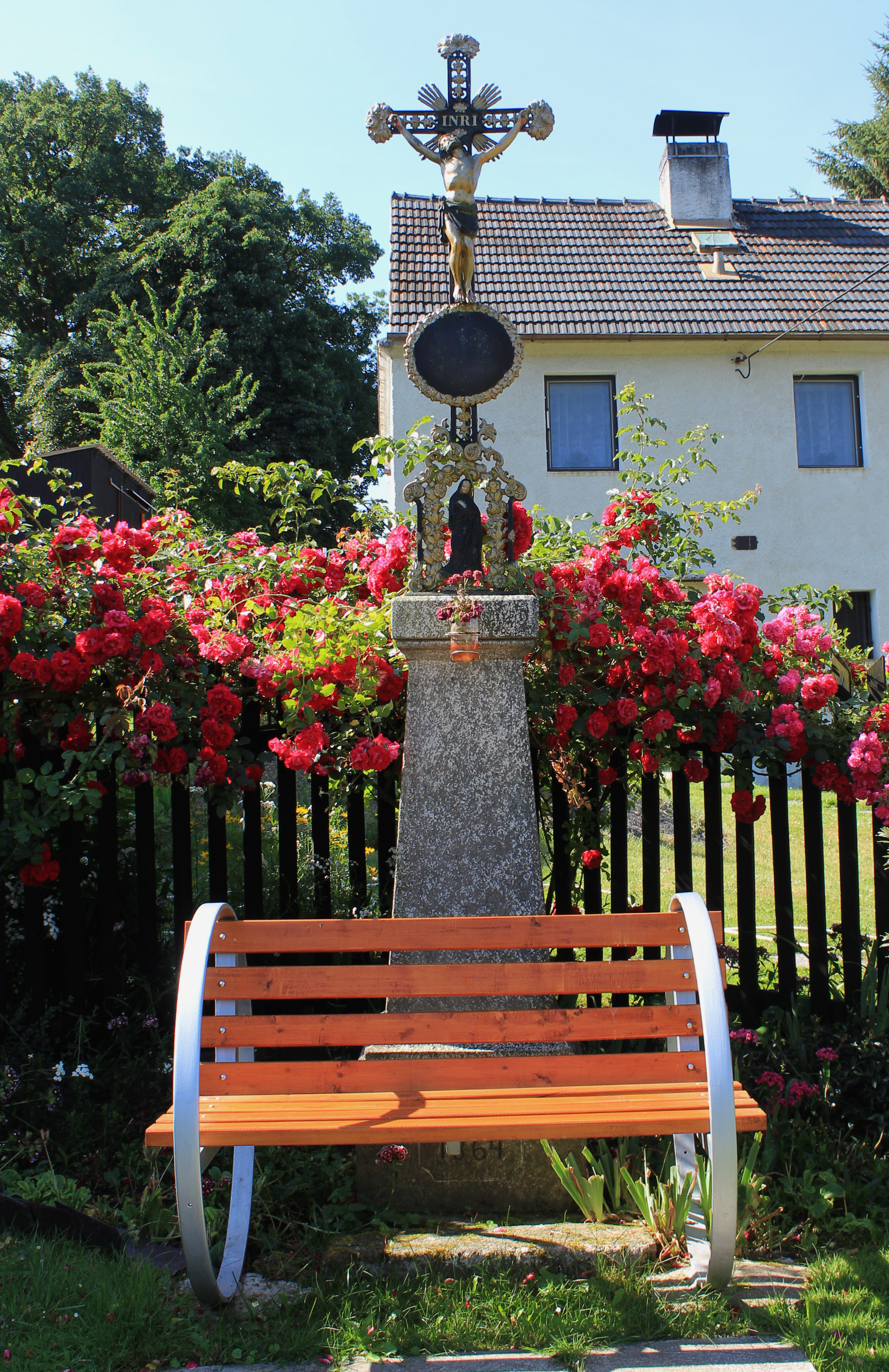
Křížek na návsi